# 新圣若望堂
新圣若望堂（Chiesa di San Giovanni Nuovo）是一座罗马天主教教堂，位于意大利威尼斯城堡区同名的广场上。

## 历史
该堂建于公元10世纪, 但立面仍然大部分不完整，于1762年使用Matteo Lucchesi的设计重建。
内部为单中殿，用科林斯柱界定。有两个侧面小堂。正祭台上有圣弗朗西斯·马焦托的画作，描绘圣若望殉道。它的两侧是Fabio Canal的两幅较小的画，分别是“亚伯拉罕献祭”和“麦基洗德献祭”。第二个小堂是14世纪的彩色木十字架。钟楼是早期教堂的遗物。